# Don Cheadle
Donald Frank Cheadle (Kansas City, 29 november 1964) is een Amerikaans acteur. Hij werd in 2005 genomineerd voor een Oscar voor zijn hoofdrol als Paul Rusesabagina in de historische dramafilm Hotel Rwanda. Meer dan 25 andere prijzen werden hem daadwerkelijk toegekend, waaronder twee Golden Globes (in 2013 voor zijn hoofdrol in de televisieserie House of Lies en in 1999 voor zijn bijrol in de televisiefilm The Rat Pack) en een Golden Satellite Award (voor House of Lies). Daarnaast won Cheadle samen met de hele cast van de ensemblefilm Crash onder meer een Independent Spirit Award en een Screen Actors Guild Award.

## Filmografie
*Exclusief televisiefilms
| - Unstoppable (2024) - Coach Shawn Charles - White Noise (2022) - Space Jam: A New Legacy (2021) - Al-G Rhythm - Avengers: Endgame (2019) - James "Rhodey" Rhodes / War Machine - Captain Marvel (2019) - James Rhodey (post-credit scène) - Avengers: Infinity War (2018) - Colonel James "Rhodey" Rhodes / War Machine - Captain America: Civil War (2016) - James "Rhodey" Rhodes / War Machine - Avengers: Age of Ultron (2015) - James "Rhodey" Rhodes / Iron Patriot - Iron Man 3 (2013) - Colonel James "Rhodey" Rhodes / Iron Patriot - Flight (2012) - Hugh Lang - The Guard (2011) - FBI Agent Wendell Everett - Iron Man 2 (2010) - Colonel James "Rhodey" Rhodes / War Machine - Brooklyn's Finest (2009) - Clarence 'Tango' Butler - Hotel for Dogs (2009) - Bernie - Traitor (2008) - Samir Horn - Ocean's Thirteen (2007) - Basher Tarr - Reign Over Me (2007) - Alan Johnson - Talk To Me (2007) - Petey Greene - The Dog Problem (2006) - Dr. Nourmand - Ocean's Twelve (2004) - Basher Tarr - After the Sunset (2004) - Henri Mooré - Hotel Rwanda (2004) - Paul Rusesabagina - Crash (2005) - Det. Graham Waters | - The Assassination of Richard Nixon (2004) - Bonny Simmons - The United States of Leland (2003) - Pearl Madison - Ocean's Eleven (2001) - Basher Tarr - Rush Hour 2 (2001) - Kenny - Swordfish (2001) - Agent J.T. Roberts - Manic (2001) - Dr. David Monroe - Things Behind the Sun (2001) - Chuck - Traffic (2000) - Montel Gordon - The Family Man (2000) - Cash - Mission to Mars (2000) - Luke Graham - Out of Sight (1998) - Maurice Miller - Bulworth (1998) - L.D. - Boogie Nights (1997) - Buck Swope - Volcano (1997) - Emmit Reese - Rosewood (1997) - Sylvester Carrier - Devil in a Blue Dress (1995) - Mouse Alexander - Things to Do in Denver When You're Dead (1995) - Rooster - The Meteor Man (1993) - Goldilocks - Roadside Prophets (1992) - Happy Days Manager - Colors (1988) - Rocket - Hamburger Hill (1987) - Private Johnny Washburn - Moving Violations (1985) - Juicy Burgers Worker |

## Televisieseries
*Exclusief eenmalige gastrollen
- Secret Invasion - Raava / James Rhodes (2023, 6 afleveringen)
- What If...? - James Rhodes (2021, stem)
- The Falcon and the Winter Soldier - Colonel James "Rhodey" Rhodes / War Machine (2021)
- House of Lies - Marty Kaan (2012-2016, 58 afleveringen)
- ER - Paul Nathan (2002, vier afleveringen)
- Fresh Prince of Bel-Air - Ice Tray (1995)
- Picket Fences - John Littleton (1993-1995, 38 afleveringen)
- Hangin' with Mr. Cooper - Bennie (1993, twee afleveringen)
- The Golden Palace - Roland Wilson (1992-1993, 24 afleveringen)
- Fame - Henry Lee (1986, twee afleveringen)